# Dienstvorschriften der Wehrmacht

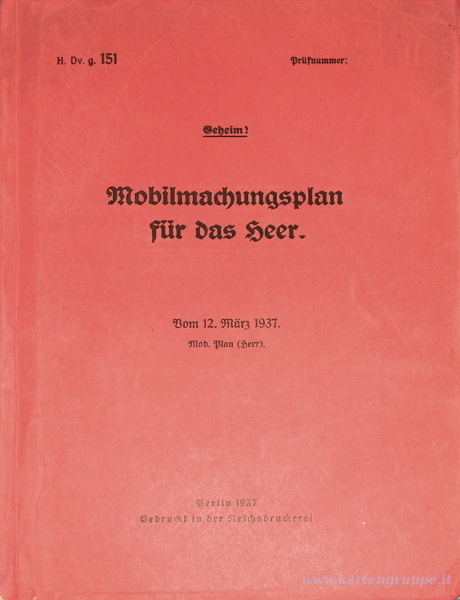
Heeres-Dv.
H.Dv.g.151 (1937)

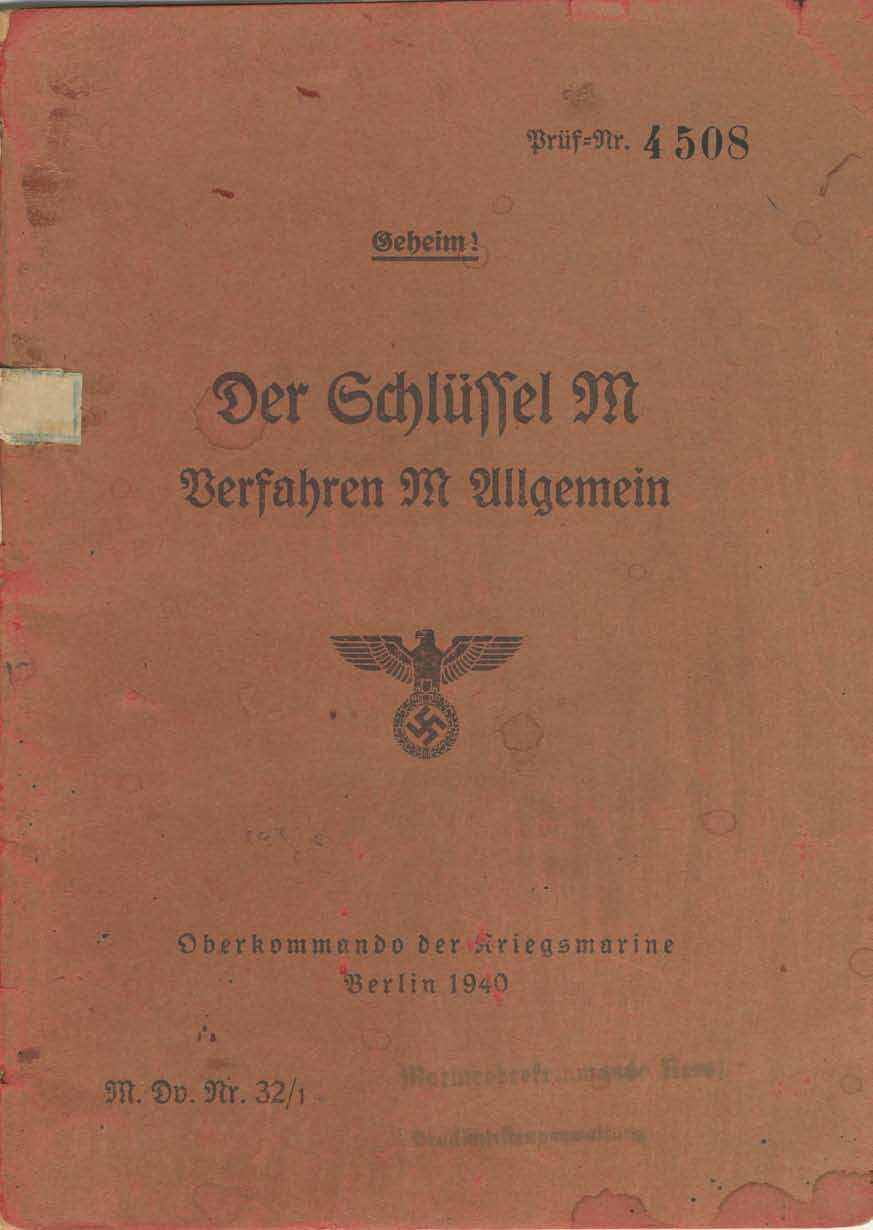
Marine-Dv.
M.Dv.Nr.32/1 (1940)

Luftwaffen-Dv.
L.Dv.85/4 (1940)

Dienstvorschriften und Druckvorschriften der Wehrmacht waren dienstliche Anweisungen zur Organisation, Operation und Logistik.

## Arten von Dienstvorschriften
Mit diesen Dokumenten wurden unterschiedlichste Bereiche geregelt. Das geht von Arbeitsabläufen innerhalb der Wehrmacht, beispielsweise für das Verschlüsseln von Nachrichten und anderen Dokumenten wie den Kennblättern fremden Geräts sowie Land- und Seekarten bis zu Ausbildungsbroschüren.
Neben waffentechnischen Dienstvorschriften (D.), die für die gesamte Wehrmacht galten, gab es auch, entsprechend der Gliederung in Heer, Marine und Luftwaffe, für jede Teilstreitkraft gesonderte Dienstvorschriften und zwar:
- Heeres-Dienstvorschriften (H. Dv.),
- Marine-Dienstvorschriften (M. Dv.) und
- Luftwaffen-Dienstvorschriften (L. Dv.)
- Luftwaffendienstvorschrift Technik (L. Dv. T.)
- Dienstvorschrift (Luftwaffe) (D. (Luft))
- Dienstvorschrift (Luftwaffe) Technik (D. (Luft) T.)

Häufig wurden die Dienstvorschriften noch als geheim gekennzeichnet („Geheim!“) und dann ein zusätzliches „g.“ in der Kurzbezeichnung angegeben, wie zum Beispiel bei der L. Dv. g. 14. Bei der Kriegsmarine verzichtete man auf das Geheim-Kennzeichen in der Kurzbezeichnung. Hier gab die Farbe des Einbands einen Hinweis auf die Einstufung: Himmelblau (Bild) bedeutete „Nur für den Dienstgebrauch!“ (NfD) und Signalrot bedeutete „Geheim!“. Zusätzlich war die Einstufung in Worten und unterstrichen oben auf dem Buchdeckel angegeben (Bild).

## Beispiele
Die H. Dv. 1a enthielt das übergeordnete Verzeichnis der planmäßigen Heeres-Druckvorschriften. Bei der Luftwaffe war das Äquivalent die L. Dv. 1/1 mit dem Titel Verzeichnis der Dienstvorschriften und Duckschriften der Luftwaffe.
Dienst- beziehungsweise Druckvorschriften des Heeres regelten die Ausbildung der unterschiedlichen Waffengattungen, wie beispielsweise die H. Dv. 130 als Ausbildungsvorschrift für die Infanterie, oder den Umgang mit Waffen und Munition. Ebenso wurde die Versorgung von Verletzten erfasst, insbesondere bei bestimmten Kriegsverletzungen. Weitere Beispiele sind H. Dv. 300/1 Truppenführung aus dem Jahr 1936 und die H. Dv. 487 Führung und Gefecht der verbundenen Waffen (F.u.G), welche bereits zu Zeiten der Reichswehr 1921 beziehungsweise 1923/1924 eingeführt wurde und in der Wehrmacht weitergalt.
Eine 1936 veröffentlichte Dienstvorschrift mit dem Titel „Richtlinien für die Psychologischen Prüfstellen der Wehrmacht und für das Psychologische Laboratorium des Reichskriegsministeriums“ war als H. Dv. 26, M. Dv. 143 und L. Dv. 26 gleichermaßen für alle Truppenteile gültig. Dies galt ebenso für die Schlüsselanleitung zur Schlüsselmaschine Enigma von 1940 mit den drei Kurzbezeichnungen H. Dv. g. 14, M. Dv. Nr. 168 und L. Dv. g. 14.
Bis Kriegsende wurden die Dienstvorschriften fortlaufend angepasst und erweitert. Änderungen wurden unter anderem im Heeres-Verordnungsblatt des OKHs verkündigt.